# Estadio San Isidro
El Estadio San Isidro, también conocido como Estadio de la Herradura, es el estadio de fútbol más antiguo de la ciudad de Torreón, en el estado de Coahuila, México. El terreno que abarca este estadio comprende desde avenida Hidalgo a Presidente Carranza y de calzada Cuauhtémoc a Calle 16. 
En este estadio el Club de Fútbol Laguna jugó de local de 1953 hasta 1976 cuando de cambio al Estadio Moctezuma. También fue sede por dos temporadas del Club de Fútbol Cataluña.

## Equipos
El estadio fue sede de dos equipos laguneros durante su estancia en segunda y primera división:
1. Club de Fútbol Laguna.
2. Club de Fútbol Cataluña.

## Historia
El estadio fue construido a mediados de la década de los 1940s por iniciativa de José Alvarado, el "Arrojado", quien fue el encargado de iniciar los trámites para la compra del terreno a Ernesto Bredée, propietario del Rancho San Isidro, quien en ese entonces utilizaba el terreno para jugar polo.
Al proceder con la adquisición, la directiva para la construcción del estadio quedó integrada por el ingeniero José A. Esquivel, en aquel entonces subagente de Banrural, don Pedro Valdez, vicepresidente, Alfonso Arizmendi, tesorero, Rafael Román Márquez, secretario, Guillermo Dinkel, José Alvarado, el "Arrojado", Arturo "Clavijas" Rodríguez, Edmundo Orduña y Norberto Román Márquez como vocales.
El primer equipo en jugar en este estadio fue el Club de Fútbol Laguna, que lo hizo desde 1953. El equipo cambio de sede en 1976 ya que los socios del Club Deportivo San Isidro decidieron realizar cambios a las instalaciones, desaparecieron la tribuna de Sol y la cabecera Norte. El Laguna se mudaría al entonces Estadio Moctezuma, que después sería renombrado Estadio Corona.